# Kyra Milan
Kyra Milan, née le 2 novembre 1989 à Lake City, Floride, est un mannequin américain.

## Biographie
Elle a été désignée « playmate du mois de mars 2010 » par le magazine Playboy. Les photos ont été prises par Arny Freytag.